# ブラックロッド
『ブラックロッド』は、古橋秀之による日本のライトノベル。第2回電撃ゲーム小説大賞受賞作。イラストは雨宮慶太が担当し、ハードカバー版がメディアワークスより1996年1月に、文庫版が電撃文庫（同）より1997年4月にそれぞれ刊行された。その後、電撃文庫（同）より第2作『ブラッドジャケット』が1997年6月に、第3作『ブライトライツ・ホーリーランド』が2000年1月にそれぞれ刊行された。
メディアミックスとして、『電撃アドベンチャーズ』（同）にて三部敬によるコミカライズ『ブラックロッド』がvol.14からvol.19まで連載された。ラジオドラマ化も行われた。
2022年より『ブラックロッド』復刊プロジェクトのクラウドファンディングが開始され、2023年に3部作を合本した『ブラックロッド［全］』が刊行された。

## あらすじ
ブラックロッド
3つの都市を奈落堕ち（フォールダウン）させた隻眼のテロリスト、ゼン・ランドーが異形の街「ケイオス・ヘキサ」に潜入。巨大な黒い杖を持つ黒い男、公安局・魔導特捜官のブラックロッドと妖術技官のヴァージニア9はランドーを追う。一方、私立探偵のウィリアム・龍は、ある依頼をきっかけにランドーの起こす事件に関わっていく。

ブラッドジャケット
吸血鬼ロング・ファングと、吸血鬼殲滅部隊ブラッドジャケットとの戦いを描く。

ブライトライツ・ホーリーランド
機甲祈伏隊（ガンボーズ）が壊滅し、「プロジェクト・トリニティ」の発動が決定した。〈嗤う悪霊〉スレイマンは魔女の手によって解放され、〈ケイオス・ヘキサ〉を跳梁する。ビスケット工場に迷い込んだコードαは、ジョーンズ一家に引き取られ、アルファと名づけられる。ガンボーズの生き残り、ヤコは、ガンボーズを立て直すべく、18年前に引退した羅漢、ナムを呼び戻そうとしていた。「プロジェクト・トリニティ」の進展とともに市内は混沌へと飲み込まれていく。

## 登場人物

### ブラックロッド
ブラックロッド
主人公で黒杖特捜官の一人。ヴァージニア7、ヴァージニア9と組んでゼン・ランドーを追う。
ビリー・龍
ウィリアム・龍。D層に居を構える私立探偵。最後の牙持ち。
ヴァージニア9
妖術技官。降魔局から派遣され、ブラックロッドを補佐する。
ヴァージニア7
妖術技官。ヴァージニア9とは型番違いの姉妹。
ナオミ・J・ジェニスン
ビリーの事務所「ウィリアム龍探偵事務所」の大家の娘。
ゼン・ランドー
元大日本帝国の呪術将校。影男。三つの都市の奈落堕ちに関与したテロリスト。
オースン・D・ベイカー
呪紋屋。

### ブラッドジャケット
アーヴィング・ナイトウォーカー
屍体蘇生業者で働く少年。愛称はアーヴィ。
ミラ・ヘルシング
ヘルシング教授の娘。〈ロング・ファング〉に噛まれ、吸血鬼化が進行しつつある。アーヴィ少年と出会う。
ウィリアム・ヴァン・ヘルシング
吸血鬼学者。〈ロング・ファング〉を研究対象とし、かつては〈ロング・ファング〉に好意的とさえいえる態度を持っていたが、娘が噛まれたことから、彼を執拗に追うようになる。吸血鬼殲滅部隊「ブラッドジャケット」の基礎を築く。
ロング・ファング
古い吸血鬼。タイプ・スクエアの親知らず。〈ケイオス・ヘキサ〉にて吸血鬼禍を巻き起こす。
ハックルボーン神父
D層最後の教会を構える神父。全身傷だらけの巨漢。殺人鬼。降魔局公認の超弩級聖人。
ヒューイット
屍体蘇生業者で働く。アーヴィ少年の同僚。
坊主
D層にすむアルコール中毒の僧侶。巨漢。額に罰印をペイントしている。

### ブライトライツ・ホーリーランド
スレイマン
最凶最悪の悪霊と呼ばれた天才魔術士。死人占い師。
ヴァージニア13
廃棄寸前の妖術技官。狂った魔女。
グウ（アレックス・ナム）
巨漢の僧侶。かつてガンボーズにおいてもっとも仏に近いといわれた機甲羅漢だったが、18年前に隊を抜け、以後隠遁生活を送っていた。現在では重度のアルコール中毒になっている。ブラッドジャケットにも登場している。
ヤコ
尼。壊滅したガンボーズの生き残り。18年前にナムと個人的な親交があった。
リー
グウの知人。小男。チビの李（リー）
クリストファー・ジョーンズ
ジョーンズ一家の主。愛称クリス。ブラインドフォーチュン・ビスケット社の製菓工場で、生産ラインの主任を務めている。インポテンツ。
ナオミ
クリスの妻。ブラックロッドにも登場している。
ビリーJ
ジョーとナオミの息子。ジョーンズ一家の長男。クリスの影響でキャプテン・ドレイクマニアである。
ジョー・ディック
ナオミの昔の友人。ニューハーフ。
アルファさん
コードα。プロジェクト・トリニティのために作り出された存在。ジョーンズ一家に居候することになる。
キャプテン・ドレイク
前作『ブラッドジャケット』から登場した劇中劇テレビシリーズの主人公およびシリーズの名称。吸血鬼にして吸血鬼ハンター。

## 用語
ケイオス・ヘキサ
物語の舞台となる巨大な塔型の都市。同種の都市はバベル型積層都市と呼ばれ、ヘキサは六番目の積層都市の意。上からA、B、C、Dの四層にわかれ、C層は小市民的な街、D層はスラム街として描かれるが、A層、B層は直接的には描写されていない。ただ直射日光の当たる部位はリゾート地である、とされている。また続編ではA層は都市上層部の人間が暮らしていると描写された。なお、作中では〈ケイオス・ヘキサ〉と山括弧つきで表記される。
公安局
都市の治安をつかさどる機関。警察のような組織で、魔導特捜を擁する。
降魔局
作中で毎回のように陰謀を巡らす後ろ暗い機関。公安局とはゆるい緊張関係にある。研究機関であり、「神との接触」がその最終的な目的で、そのためには手段を選ばない傾向がある。
黒杖特捜官（ブラックロッド）または魔導特捜官
黒革のコートに巨大な呪力増幅杖を携え、己の感情を封印して都市の治安を守る特別捜査官。彼らは全員が達人級以上の魔術士によって構成され、とりわけ困難な魔導犯罪に対する。その黒色の杖からブラックロッドと呼ばれ、彼らで構成される組織・魔導特捜もまたブラックロッドと呼ばれる。ネーミングはおそらく黒杖官からと思われる。
機甲折伏隊（ガンボーズ）
戦闘訓練を受けた僧侶たちによって構成され、街外における魔物の掃討を目的とした集団。装甲倍力袈裟をはじめとして、軍隊並の武装をもつ。
妖術技官（ウィッチ・クラフト・オフィサー）
悪魔と共生関係を結んだ魔女の魂の複製で、魔女の持つ高い魔術的技能を安全に利用するために作られた。短時間であれば霊体のみでの行動も可能だが、通常は不安定な自我を固定するために人工的につくられた亜生体（ホムンクルス）を依代として使う。
牙持ち（ファンギー）
吸血鬼の牙を移植して吸血鬼のスタイルを真似する人々。

## 既刊一覧

### 小説

#### 単行本
- 古橋秀之（著）・雨宮慶太（イラスト） 『ブラックロッド』 メディアワークス、1996年1月27日発売[5]、ISBN 4-07-304160-6
- 古橋秀之（著）『ブラックロッド[全]』 WiZH、2023年5月発売[6]
  - 「ブラックロッド」「ブラッドジャケット」「ブラインドフォーチュン・ビスケット（ブライトライツ・ホーリーランド改題）」を合本したもの。

#### 文庫本
- 古橋秀之（著）・雨宮慶太（イラスト） 『ブラックロッド』 メディアワークス〈電撃文庫〉、1997年4月10日発売[7]、ISBN 4-07-306035-X
- 古橋秀之（著）・伊藤義則（イラスト） 『ブラッドジャケット』 メディアワークス〈電撃文庫〉、1997年6月10日発売[8]、ISBN 4-07-306408-8
- 古橋秀之（著）・前嶋重機（イラスト） 『ブライトライツ・ホーリーランド』メディアワークス〈電撃文庫〉、2000年1月10日発売[9]、ISBN 4-8402-1392-5

### 漫画
- 古橋秀之（原作）・三部敬（作画） 『ブラックロッド』 メディアワークス〈電撃コミックス〉、1997年8月27日発売[10]、ISBN 4-07-306874-1

## ラジオドラマ

### スタッフ
- 主題歌 - 影山ヒロノブ
- 脚本 - 千葉克彦
- キャスト
  - ブラックロッド - 大塚明夫
  - ビリー・龍 - 神谷明
  - ヴァージニア9 - 富沢美智恵
  - ヴァージニア7 - 岩男潤子
  - ナオミ・J・ジェニスン - 笠原留美
  - ゼン・ランドー - 若本規夫
  - オースン・D・ベイカー - 塩沢兼人

### CD
- 「電撃大賞ブラックロッド」CDシネマ1、ビクターエンタテインメント、1996年3月、国立国会図書館書誌ID:000009002099
- 「電撃大賞ブラックロッド」CDシネマ2、ビクターエンタテインメント、1996年4月、国立国会図書館書誌ID:000009002268
- 「電撃大賞ブラックロッド」CDシネマ3、ビクターエンタテインメント、1996年4月、国立国会図書館書誌ID:000009002269
- 「電撃大賞ブラックロッド」オリジナル・サウンドトラック、ビクターエンタテインメント、1996年5月、国立国会図書館書誌ID:000008957755